# 水力直径
水力直径（すいりきちょっけい、英語: Hydraulic diameter）とは、非円形の管および水路で流れを扱う際、円管の直径に相当する長さを表す量である。
{\displaystyle D_{\text{H}}={\frac {4A}{P}}}
ここで、DHが水力直径、Aは流れの断面積、Pは断面のうち濡れている部分（濡れ縁）の周長である。
また、4倍せず単純に流れの断面積を濡れ縁の長さで割ったものは水力半径（すいりきはんけい、英語: Hydraulic radius）と呼ばれ、次のように定義される。
{\displaystyle R_{\text{H}}={\frac {A}{P}}}
ここで、RHが水力半径である。
水力半径と同じものを土木工学や水理学では径深（けいしん）と呼ぶ。水力半径は主に流体力学や水力学で用いられる。
他には、水力水深（すいりきすいしん）、動水半径（どうすいはんけい）、水力平均深さ（すいりきへいきんふかさ）、水理学的平均深さ（すいりがくてきへいきんふかさ）、Hydraulic mean depthなども同義語である。
この濡れ縁の長さは流体からのせん断応力が作用するすべての表面を含む。土木工学や水理学では、この長さのことを潤辺（じゅんぺん）も呼ぶ。

## 性質
直径と半径という名前ではあるものの、定義から明らかに、水力直径は水力半径の2倍ではなく4倍である。
{\displaystyle D_{\text{H}}=4R_{\text{H}}}
ただし、特に円管の場合は、水力直径は円管半径の2倍である。
{\displaystyle D_{\text{H}}={\frac {4\pi R^{2}}{2\pi R}}=2R}

## 応用
水力直径は主に乱流を含む計算に使用される。
非円形の管においては乱流せん断応力の結果として二次流れが観察される。
このような流れ場において水力直径を用いると、円管の場合と同じ方法で圧力損失や熱伝達率等を計算できる。
具体的には、水力直径はレイノルズ数等の無次元量の場合に単一の次元を使用するために必要となる。
例えば、実際にマニング公式では径深（水力半径）が用いられている。
また、水力直径は内部流れ問題の熱伝達の計算にも使用される。

## 例
| 形状                                                                                               | 水力直径 | 備考                                                       |
| -------------------------------------------------------------------------------------------------- | --- | ---------------------------------------------------------- |
| 円管                                                                                               | {\displaystyle D_{\text{H}}={\frac {4\cdot {\frac {\pi D^{2}}{4}}}{\pi D}}=D}                                                                                          | 円管の場合、水力直径は単に円管の直径に等しい。             |
| アニュラス                                                                                         | {\displaystyle D_{\text{H}}={\frac {4\cdot {\frac {\pi (D_{\text{out}}^{2}-D_{\text{in}}^{2})}{4}}}{\pi (D_{\text{out}}+D_{\text{in}})}}=D_{\text{out}}-D_{\text{in}}} |                                                            |
| 正方形管                                                                                           | {\displaystyle D_{\text{H}}={\frac {4a^{2}}{4a}}=a} |                                                            |
| 長方形管。4辺が閉じており、すべて濡れ縁であるもの。                                                | {\displaystyle D_{\text{H}}={\frac {4ab}{2(a+b)}}={\frac {2ab}{a+b}}}                                                                                                  | 幅広の場合、幅bがもう一方の辺aに対しb ≫ aのとき、DH = 2a。 |
| 水路、または部分的に満たされた長方形管。濡れ縁は管の3つの側面（床面と2つの側面）で構成されている。 | {\displaystyle D_{\text{H}}={\frac {4ab}{2a+b}}} | 幅広の場合、幅bが水深aに対しb ≫ aのとき、DH = 4a。         |

断面が正多角形である完全に満たされた管の場合、水力直径は濡れ縁内の内接円の直径に相当する。